# Cap Fligueli
El cap Fligueli (en rus: Мыс Фли́гели, transcripció: Mis Fligueli), també conegut com el cap Fligely, és l'extrem nord-est de l'illa Rudolf a l'oceà Àrtic, que forma part de l'arxipèlag de la Terra de Francesc Josep (regió d'Arkhangelsk, Rússia).
És el punt més al nord del territori rus, d'Europa i de tot Euràsia, a només 911 km del pol Nord.

## Història
Rep el seu nom en honor al cartògraf austríac August von Fliegeli (1811-1879). Fou descobert el 12 d'abril de 1874 per l'expedició polar austríaca a bord del vaixell Tegethof sota el comandament dels exploradors austro-hongaresos Julius von Payer i Karl Weyprecht. Les primeres persones en visitar l'indret foren el mariner Antonio Zaninovitx, el suboficial Eduard Orel i el cap de l'expedició Julius von Payer.
L'any 2003 una creu de làrix de 300 kg fou instal·lada al cap.

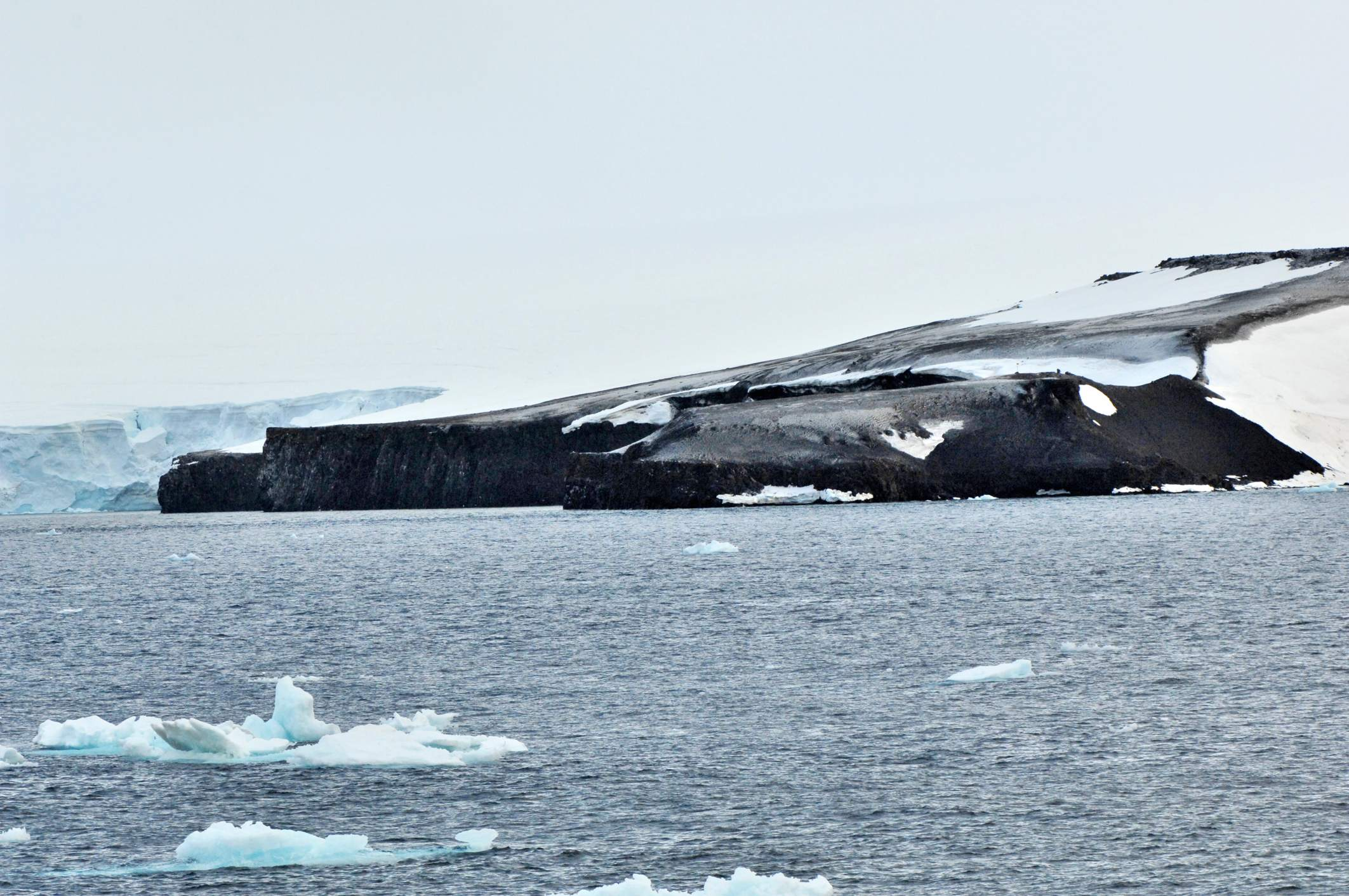
Vista del cap Fligueli des del mar.

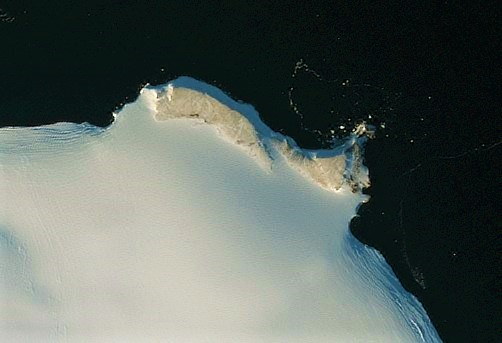
El punt més septentrional d'Europa i Euràsia és un cap sense nom situat a 450 m (14,5″) al nord i 1800 m (6′36″) a l'oest del cap Fligueli.

## Vegue també
- Cap Txeliüskin: és l'extrem nord continental de Rússia.
- Punts extrems d'Europa.